# Marinebrigade Ehrhardt

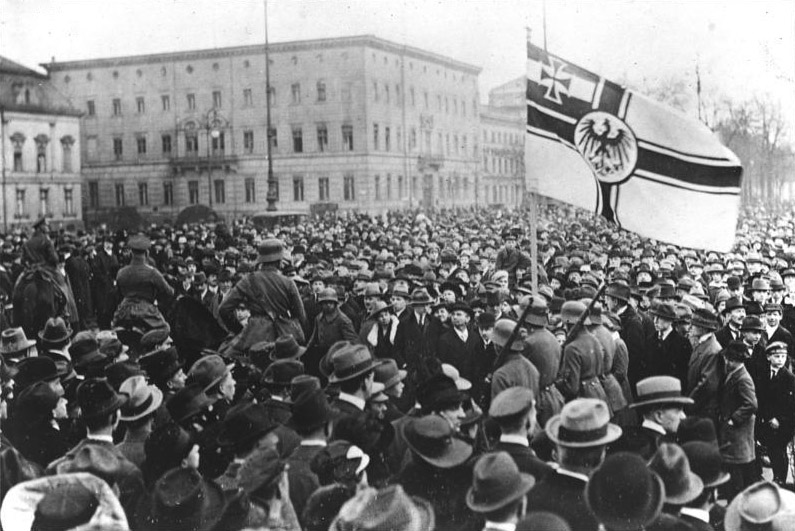
Marinebrigade Erhardt durante o Putsch de Kapp em Berlim, 1920

A Marinebrigade Ehrhardt era um grupo Freikorps de por volta de 6 000 homens formada pelo Capitão (Korvettenkapitän) Hermann Ehrhardt, logo após a Primeira Guerra Mundial. Também eram conhecidos por II Brigada da Marinha ou por Brigada Ehrhardt. A Brigada tomou parte na luta por cidades da Alemanha central e também pelos portos do Noroeste alemão. Além disso, participaram eles do Putsch de Kapp.
A brigada era formada pelos veteranos da Kaiserliche Marine (A Marinha Imperial) na área do Generalkommando des Garde-Korps (Berlim). Era comandada pelo conservador nacionalista Hermann Ehrhardt e lutou ao lato do Freiw.Landesschützenkorps sob o General von Roeder na retomada dos portos do Noroeste alemão, como em Bremen, Cuxhaven e Wilhelmshaven no início de 1919. Após a derrota das forças revolucionárias a Brigada marchou até as cidades industriais da Alemanha central (juntamente com o Freiw.Landesjägerkorps, a I Brigada da Marinha, o Freikorps Hülsen, o Freikorps Görlitz e o Freikorps von Oven) para derrotar as levantadas comunistas locais.
Após derrotados os comunistas, a Brigada lutou contra a República Soviética da Baviera durante a primavera de 1919. Eles representavam apenas uma fração de todas as forças Freikorps, que eram no total por volta de 30 000 homens. Ao fim de Abril, os Freikorps se encontraram em Munique. A Guarda vermelha Bavariana começou a prender os suspeitos "contrarrevolucionários" e em abril de 1929, oito homens, incluindo o príncipe von Thurn und Taxis, foram executados como espiões direitistas. Pouco tempo depois, a 3 de maio, os Freikorps atacaram e derrotaram as insurgentes forças após amargas lutas nas ruas onde mais de 1 000 guerreiros comunistas tombaram. Por volta de 800 homens foram capturados e executados pelos vitoriosos Freikorps.
Em agosto de 1919, a Brigada foi até a Alta Silésia, onde nacionalistas poloneses tentaram anexar forçosamente a região à Polônia. Forças Freikorps locais, reforçadas por grupos como a Brigada Ehrhardt e a III Brigada da Marinha, facilmente reprimiram a levantada da Alta Silésia.
Após a assinatura do Tratado de Versalhes, a nova República de Weimar não possuía amigos nem nas Freikorps e nem no Exército Imperial Alemão, e muitas conspirações tomaram lugar. A Marinebrigade Ehradt se envolveu em um deles: o Kapp-Lüttwitz Putsch.

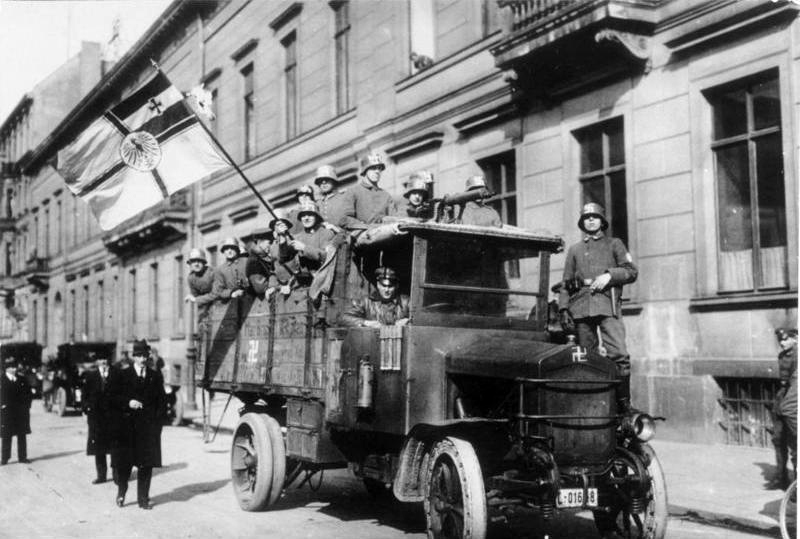
Putsch de Kapp, 1920

Em março de 1920, ordens foram dadas exigindo a debandada da Brigada. Os líderes da mesma estavam determinados a resistir à resolução, e apelaram pelo apoio do General Walther von Lüttwitz, comandante das Forças armadas da República de Weimar em Berlim.  Lüttwitz, um organizador de unidades Freikorps durante 1918-1919 e um monarca fervoroso, respondeu chamando o Presidente Ebert e o Ministro da Defesa Noske para que parasse a debandada. Quando Ebert se recusou, Lüttwitz ordenou à Brigada que marchassem a Berlim. A Brigada ocupou a capital a 13 de Março. Lüttwitz, então, era a força comandante que agia sobre o putsch. O líder nominal, no entanto, era Wolfgang Kapp, um irresoluto e indeciso servidor público da Prússia Oriental, e no entanto um fervoroso nacionalista.
O Reichswehr, sob ordens do Chef der Heeresleitung General Hans von Seeckt, um dos maiores comandantes do Reichswehr , não tentou confrontar os rebeldes, mas o único outro suporte da Brigada veio de pequenos grupos Freikorps, e o único que fez um movimento sério foi a III Marine Brigade, sob Von Löwenfeld, na Silésia, que tomou a capital regional, Vratislávia. O governo lançou uma proclamação chamando as uniões alemãs para destruir o putsch por meios de um ataque geral. A chamada para o ataque recebeu um suporte massivo e por volta de 18 de março, o Putsch havia falhado.
Após o Putsch, a Marinebrigade Ehrhardt foi ordenada à debandada pelo General Hans von Seeckt, mas ela continuou a funcionar sob diferentes nomes como Cônsul de Organização e ainda por Sportverein Olympia.